# جاك فريمان
جاك فريمان (بالإنجليزية: Jack Freeman)‏ هو لاعب كرة قدم أمريكية أمريكي، ولد في 24 نوفمبر 1918، وتوفي في 29 مايو 2003.